# Ebéjico
Ebéjico là một khu tự quản thuộc tỉnh Antioquia, Colombia. Thủ phủ của khu tự quản Ebéjico đóng tại Ebéjico Khu tự quản Ebéjico có diện tích 235 ki lô mét vuông. Đến thời điểm ngày 28 tháng 5 năm 2005, khu tự quản Ebéjico có dân số 13802 người.